# تسرنا بارا (آلکسیناتس)
تسرنا بارا (به صربی: Crna Bara) یک منطقهٔ مسکونی در صربستان است که در الکسیناتس واقع شده‌است. تسرنا بارا ۱۷۵ نفر جمعیت دارد.